# براميات
البراميات أو القواقع البرجية (الاسم العلمي Turritellidae)، فصيلة حيوانات حلزونية من الرخويات معديات الأرجل. وهي فصيلة صغيرة، متوسطة القد.